# Nice & Wild
Nice & Wild foi um trio de freestyle formado em 1986 nos Estados Unidos. Elas são melhores conhecidos pela sua canção "Diamond Girl", que foi sucesso nas rádios em 1986 e chegou a posição #20 na Hot Dance Club Songs, parada de canções dance oficial dos Estados Unidos.

## Discografia

### Álbuns de estúdio
| Título                 | Detalhes do álbum                                                     |
| ---------------------- | --------------------------------------------------------------------- |
| Energy, Love and Unity | - Lançamento: 1987 - Gravadora: Atlantic Records - Formatos: LP, CD   |
| Infatuation            | - Lançamento: 1996 - Gravadora: Right Touch Production - Formatos: CD |

### Singles
| 1986                                               | "Diamond Girl"                          | 20 | 10 | Energy, Love and Unity |
| 1987                                               | "Obssession"                            | —  | —  | Energy, Love and Unity |
| 1987                                               | "Oh Baby (I Want to Make Love Tonight)" | —  | —  | Energy, Love and Unity |
| 1995                                               | "Infatuation"                           | —  | —  | Infatuation            |
| 1996                                               | "Ain't No Sunshine"                     | —  | —  | Infatuation            |
| "—" denota um lançamento que não entrou na parada. |                                         |    |    |                        |